# Ключівська сільська рада (Тюменцевський район)
Ключівська́ сільська рада (рос. Ключевской сельский совет) — сільське поселення у складі Тюменцевського району Алтайського краю Росії.
Адміністративний центр та єдиний населений пункт — село Ключі.

## Населення
Населення — 477 осіб (2019; 542 в 2010, 622 у 2002).